# Allium eusperma
Allium eusperma — вид рослин з родини амарилісових (Amaryllidaceae); ендемік Китаю.

## Опис
Цибулина поодинока, яйцювато-куляста, діаметром 1–2 см; оболонка жовто-коричнева до сірувато-коричневої, як правило, з червоним відтінком. Листки від 3/4 довжини до трохи довших ніж стеблина, (0.5)1.5–3 мм завширшки, півциліндричні, гладкі. Стеблина 20–50 см, циліндрична, вкрита листовими піхвами на ≈ 1/2 довжини. Зонтик від півсферичного до сферичного, густо багатоквітковий. Оцвітина від рожевої до блідо-пурпурно-червоної; сегменти від овально-довгастих до овально-ланцетних, 4–5 × 1–1.5 мм. Період цвітіння й плодоношення: серпень — вересень.

## Поширення
Ендемік північного Сичуаня й північно-західного Юньнаня, Китай.
Населяє узлісся, схили; 2000–2800 м.